# Prvenstvo Splitskog nogometnog podsaveza 1937.
Proljetno prvenstvo

Splitska zona

| Poredak | Klub          | Utakmica | Pobjeda | Neodlučeno | Poraza | Postigli golova | Primili golova | Gol-razlika | Bodova |
| ------- | ------------- | -------- | ------- | ---------- | ------ | --------------- | -------------- | ----------- | ------ |
| 1.      | Osvit Šibenik | 14       | 10      | 1          | 3      | 45              | 14             | +31         | 21     |
| 2.      | Vuk Split     | 14       | 8       | 3          | 3      | 41              | 14             | +27         | 19     |
| 3.      | Split         | 14       | 7       | 1          | 6      | 26              | 20             | +3          | 14     |
| 4.      | Solin         | 8        | 2       | 1          | 11     | 9               | 41             | -32         | 5      |
| 5.      | Nada Split    | 8        | 2       | 0          | 6      | 7               | 39             | -32         | 4      |

- Prvenstvo SNP završeno je 30. svibnja 1937. godine.

## Kvalifikacije za Nacionalnu ligu
Kvalifikacijske utakmice za Nacionalnu ligu počele su 6. lipnja 1937. g. Natjecali su se prvaci podsaveza, koji su radi lakšeg sprovođenja kvalifikacija podijeljeni u četiri zone:
- Južna zona: Splitski, Sarajevski i Cetinjski podsavez
- Zapadna zona: Zagrebački, Ljubljanski i Banjalučki podsavez
- Sjeverna zona: Novosadski, Petrovgradski, Subotički i Osječki podsavez
- Istočna zona: Beogradski, Kragujevački, Niški i Skopski podsavez

Prvaci podsaveza u sezoni 1937:
Splitski: Osvit (Šibenik) 

Zagrebački: Slavija (Varaždin) 

Osječki: Elektra (Osijek) 

Ljubljanski: Železničar (Maribor) 

Banjalučki: Borac (Banja Luka) 

Sarajevski: SAŠK (Sarajevo) 

Cetinjski: Arsenal (Tivat) 

Subotički: Bačka (Subotica) 

Petrovgradski: Železničar (Petrovgrad) 

Beogradski: Jedinstvo (Beograd) 

Novosadski: Vojvodina (Novi Sad) 

Niški: Obilić (Kruševac) 

Kragujevački: Šumadija (Kragujevac) 
  
Skopski: Građanski (Skoplje) 

1. kolo (6. i 13. lipnja)
SAŠK (Sarajevo) - Osvit (Šibenik) 3:2 i 0:0 

Arsenal (Tivat)   slobodan 

Borac (Banja Luka) - Slavija (Varaždin) 0:3 i 1:14 

Železničar (Maribor)   slobodan 

Elektra (Osijek) - Železničar (Petrovgrad) 2:2 i 2:3 

Vojvodina (Novi Sad) - Bačka (Subotica) 4:0 i 2:3 

Jedinstvo (Beograd) - Obilić (Kruševac) 8:0 i 3:1 

Građanski (Skoplje) - Šumadija (Kragujevac) 6:0 i 4:3 

Četvrtfinale (20. i 27. lipnja)
Građanski (Skoplje) - Jedinstvo (Beograd) 5:3 i 0:4 

Železničar (Petrovgrad) - Vojvodina (Novi Sad) 0:5 i 2:4 

Slavija (Varaždin) - Železničar (Maribor) 0:0 i 1:3 

SAŠK (Sarajevo) - Arsenal (Tivat) 6:2 i 1:3 

Polufinale (4. i 11. srpnja)
Vojvodina (Novi Sad) - Jedinstvo (Beograd) 1:3 i 2:4 

SAŠK (Sarajevo) - Železničar (Maribor) 11:0 i 5:4 

Finale (18. i 25. srpnja)
Jedinstvo (Beograd) - SAŠK (Sarajevo) 5:1 i 1:1 
| Prvenstva Splitskog nogometnog podsaveza | Prvenstva Splitskog nogometnog podsaveza |
| --- | ---------------------------------------- |
| |                                          |
| 1920. • 1920./21. • 1921. • 1921./22. • 1922./23. • 1924. • 1924./25. • 1925. • 1926. • 1927. • 1928. • 1929. • 1930. • 1931. • 1932. • 1933. • 1935. • 1936. • 1937. • 1937./38. • 1938./39. • 1939./40. • 1940./41. • |                                          |

| Prvenstva Splitskog nogometnog podsaveza | Prvenstva Splitskog nogometnog podsaveza |
| --- | ---------------------------------------- |
| |                                          |
| 1920. • 1920./21. • 1921. • 1921./22. • 1922./23. • 1924. • 1924./25. • 1925. • 1926. • 1927. • 1928. • 1929. • 1930. • 1931. • 1932. • 1933. • 1935. • 1936. • 1937. • 1937./38. • 1938./39. • 1939./40. • 1940./41. • |                                          |